# Casimir Melià Tena
Casimir Melià Tena (Albocàsser, 1902 - Castelló de la Plana, 1991) fou un enginyer industrial i escriptor valencià.

## Biografia
Casimir Melià va nàixer a Albocàsser (Alt Maestrat) el 18 d'abril de 1902, fill de Casimir Melià Martí i Guadalupe Tena Gil. Inicia la seua formació primària al si del nucli familiar i el 1914 es desplaça a Castelló per tal de començar el batxillerat. Finalitzada aquesta primera etapa es muda a Madrid per tal de matricular-se en la carrera de Ciències Exactes. Al curs següent es trasllada a Barcelona on s'especialitzà en l'enginyeria nuclear a l'Escola d'enginyers de la ciutat. Allí va establir contactes amb altres estudiants amb els quals assistia a concerts d'òpera, concerts de Pau Casals, exposicions o tertulies. Acabà les dues carreres, amb el doctorat a Madrid.
Casimir Melià guanyà unes oposicions a l'Estat i fou destinat a Terol i després a Castelló, com a enginyer de la Prefactura d'Indústria. En aquesta època va conèixer Josefa Ferrer Carrera amb qui es casà el 1941 i va tindre tres fills: Maribel, Emili i Elisea.
Durant la seua època al Ministeri d'Indústria desenvolupà diverses investigacions i estudis en camps com l'electricitat i l'energia nuclear. Així destaquen publicacions com Comercio e industria en los productos de secano, Industria de la alimentación, Reactores nucleares, La economía de Castellón, Industrias químicas y del papel i altres. Una fita destacada d'aquesta època és el descobriment d'uns models de gasògens per a automoció, que patentà el 1942.
Amb la mort d'en Carlos G. Espresatpi el 1970 es va fer càrrec de la presidència de la Societat Castellonenca de Cultura, etapa en què conreà l'escriptura amb gèneres com l'assaig i la narrativa, tant en castellà (Temas de nuestro tiempo, El mito de Prometeo, i en català (El sector menyspreat).
En Casimir Melià Tena va morir a Castelló el 28 d'octubre de 1992 i està enterrat al cementeri de Sant Josep.

### Reconeixement
Casimir Melià fou reconegut amb el títol de fill predilecte del seu poble natal Albocàsser el 1986, i fill adoptiu de Castelló el 1989. La Fundació Huguet el reconegué com a Valencià de l'Any el 1980. L'ajuntament d'Albocàsser va instituir un certàmen de literatura infantil i juvenil amb el nom de Casimir Melià el 1991.

## Obra(Llista no exhaustiva)

### Monografies científiques
- L'economia del regne de Valencia segons Cavanilles (1978)
- Reactores nucleares
- Comercio e industria en los productos de secano
- Industria de la alimentación
- La economía de Castellón
- Industrias químicas y del papel

### Assaig i narrativa
- Temas de nuestro tiempo (1973)
- El sector menyspreat (1977)
- El Mito de Prometeo